# Zygiella
Zygiella F. O. P.-Cambridge, 1902 è un genere appartenente alla famiglia Araneidae.

## Etimologia
Il nome deriva dal greco ζυγὀν, zygòn, cioè giogo, accoppiamento, appaiamento, e dal suffisso -ella, che indica una forma o un aspetto più minuto, più piccolo, al fine di indicare la particolare forma dell'opistosoma

## Distribuzione
Le nove specie oggi note di questo genere sono state rinvenute in diverse località dell'Europa, Asia, Africa settentrionale ed America.

## Tassonomia
Genere trasferito dalla famiglia Tetragnathidae a seguito di un lavoro di Scharff & Coddington del 1997 e dopo precedenti analoghe considerazioni sviluppate in Coddington 1990 e Levi (1980a).
Da considerarsi con ogni probabilità genere polifiletico a seguito di un lavoro di Levy del 1987.
Dal 2011 non sono stati esaminati nuovi esemplari di questo genere.
A dicembre 2013, si compone di nove specie e due sottospecie:
1. Zygiella atrica (C. L. Koch, 1845)[2] - Europa, Russia (USA e Canada, introdotta)
2. Zygiella calyptrata (Workman & Workman, 1894) - Cina, Birmania, Malesia
3. Zygiella keyserlingi (Ausserer, 1871) - Europa meridionale, Ucraina
4. Zygiella kirgisica Bakhvalov, 1974 - Kirghizistan
5. Zygiella minima Schmidt, 1968 - isole Canarie
6. Zygiella nearctica Gertsch, 1964 - Alaska, Canada, USA
7. Zygiella poriensis Levy, 1987 - Israele
8. Zygiella pulcherrima (Zawadsky, 1902) - Russia
9. Zygiella x-notata (Clerck, 1757) - regione olartica, regione neotropicale
Zygiella x-notata chelata (Franganillo, 1909) - Portogallo
Zygiella x-notata percechelata (Franganillo, 1909) - Portogallo